# 北海道道875号多度志一已線
北海道道875号多度志一已線（ほっかいどうどう875ごう たどしいちやんせん）は、北海道深川市内を結ぶ一般道道（北海道道）である。

## 概要

### 路線データ
- 起点：北海道深川市多度志（北海道道98号旭川多度志線交点）
- 終点：北海道深川市4条26番（北海道道57号旭川深川線交点）
- 路線延長：9.5km（総延長）

## 歴史
- 1976年（昭和51年）3月31日 路線認定[1]。

## 路線状況

### 主なトンネル
- 多度志トンネル(273m)

## 地理

### 通過する自治体
- 空知総合振興局
  - 深川市

### 交差する道路
深川市
- 北海道道98号旭川多度志線 - 多度志（起点）
- 北海道道57号旭川深川線 - 4条26番（終点）